# Der letzte Kobold
Der letzte Kobold ist eine Comicserie der deutschen Künstler Dirk Seliger (Text und Szenario) und Stefan Pede (Zeichnungen und Kolorierung) unter Mitarbeit von „Knolle“. Sie besteht aus in sich abgeschlossenen Alben, die vom Handlungsbogen her zusammenhängen und aufeinander aufbauen. Bisher erschienen seit 2014 fünf Alben.

## Entstehung und Veröffentlichung
Nach eigenen Angaben von Seliger und Pede entstand die erste Kurzgeschichte von „Der letzte Kobold“ 2012 für Holzhof Comix 1, das Heft des Holzhof Verlags zum Gratis-Comic-Tag 2012. Da beide im Nachhinein das Gefühl hatten, dass „das Ganze irgendwie noch nicht auserzählt ist“, begannen sie mit der Entwicklung einer auf fünf Alben ausgelegten Comic-Reihe.
2014 erschien das erste Album mit dem Titel „Der letzte Kobold – Gabelfuß und Luno“ beim Epsilon Verlag. 2016 veröffentlichte der Epsilon Verlag das zweite Album „Der letzte Kobold – Huhboba und die Nachttratsch“. Vor dem dritten Album „Der letzte Kobold – Oha und der Hakelmann“ gab es einen Verlagswechsel zu Kult Comics.
2020 erschien ein viertes Album mit dem Titel „Der letzte Kobold – Menschen, Götter und Gelichter“ bei Kult Comics, das jedoch nicht die Handlung der Albenreihe fortsetzt, sondern alle bisher in verschiedenen Publikationen erschienenen Kurzgeschichten vereint.
Album 5, jedoch das 4. in der Alben-Handlungsfolge, erschien 2023 unter dem Titel „Der letzte Kobold – Der Wiemel und die Schlaazenbande“.
Darüber hinaus gibt es bislang zwei Kurzgeschichten von Der letzte Kobold, die noch nicht im Albenformat veröffentlicht wurden. Alle beide entstanden für die Anthologie-Reihe COZMIC.

## Inhalt
Aufgrund eines Blitzeinschlags während eines gewaltigen Gewitters erwacht ein Kobold namens Gabelfuß zum Leben, der seit vielen Jahrhunderten geschlafen hat und sich an nichts mehr erinnern kann. Er beginnt mit der Suche nach seiner Sippe, die wie vom Erdboden verschwunden scheint. Dabei hilft ihm ein verdächtig anthropomorph auftretender Waldrapp namens Luno. Die beiden finden Aufnahme bei dem uralten Krauter Oha, der mit zwei noch älteren Spukgestalten, dem Huhboba und der Nachttratsch, tief im Wald lebt. Kurz darauf befinden sich Gabelfuß und Luno mitten in einer Auseinandersetzung Ohas mit einem Golem, der sich als Handlanger eines gefährlichen Vampirs herausstellt. Der Blutsauger versucht aus vorerst nicht ersichtlichen Gründen, an das Land des alten Mannes heranzukommen. Dank des Kobolds und des Waldrapps gelingt es, die Gefahr zu bannen.
Bevor sich Gabelfuß gemeinsam mit Luno nun endlich auf die Suche nach seinem Volk begeben kann, erfahren die beiden vom traurigen Schicksal der Nachttratsch, die ehedem eine germanische Schamanin mit Namen Variska war. Es stellt sich heraus, dass die Geschichte dieser Spukgestalt in gewisser Weise mit der des Huhboba verwoben ist. Am Ende hat sich für den Kobold eine Spur zu den Seinen offenbart.
Während Gabelfuß und Luno dieser Spur zu den Kobolden nachgehen, wird Oha von einem Sondereinsatzkommando der Polizei heimgesucht und festgenommen. Man wirft ihm Kindesentführung und Schlimmeres vor. Der Kobold und die anderen haben alle Hände voll zu tun, Ohas Unschuld zu beweisen und den Fall aufzuklären. Das Problem dabei sind ein sogenannter Haselwurm, der Hakelmann und ein bösartiger Zauber, der weiteres Unheil heraufbeschwört.
Die geheimnisvollen Schlaazla verheißen zwar eine heiße Spur zum Koboldvolk, allein der Wiemel, ein archaisches Monster, bringt letztlich einen entscheidenden Durchbruch. Außerdem offenbart sich endlich derjenige, der bislang die Fäden im Hintergrund zog, als der eigentliche Gegenspieler. Und als solcher verkompliziert er die Lage zusätzlich, auch wenn nun endlich alle erfahren, um was es dem Bösewicht eigentlich geht. 
In den Kurzgeschichten lernt man nicht nur weitere Etappen von der Suche nach dem Volk der Kobolde kennen, sondern erfährt auch einiges aus dem Leben von Gabelfuß und Luno.

### Figurenensemble
Hauptfiguren
- Gabelfuß, der letzte Kobold, kann sich nicht an seine Vergangenheit erinnern und sucht nach Antworten und seinem Volk. Er ist ein Waldkobold und der Sohn einer Nachtalbin und eines Moosmännchens.
- Luno, der nur allzu menschliche Waldrapp, mischt sich überall ein und geht jedermann auf den Senkel. Sein Schnabel scheint niemals stillzustehen.

Nebenfiguren
- Oha ist ein kräuterkundiger alter Mann, der wesentlich älter ist, als er zu sein scheint.
- Die Nachttratsch, ein Spuk, büßt für den Fluch, den sie dereinst dem Volk der Trolle heraufbeschwor.
- Huhboba, ein Gespenst, kommt über den Tod seiner Familie nicht hinweg.
- Die Schlaazla sind ein Haufen seltsamer Dienstgeister aus der folkloristischen Überlieferung des Sonneberger Landes[7], die sich bei Gefahr in Steine verwandeln können.
- Der Polizeichef ist ein enger Freund von Oha.
- Thrakolos, der Vampir, hat sich vor tausenden von Jahren mit dem Blut der Lamia selbst zum Blutsauger gemacht.
- Der Hakelmann ist eine bösartige Kreatur aus dem fränkischen Volksglauben.

Weitere
Neben den wiederkehrenden Haupt- und Nebenfiguren kommen auch etliche mythologische Figuren und historische Personen vor, von denen einige mehrere kurze Auftritte hatten:
- abendländische Mythologie: Kobolde, Trolle, Nixen, Elfen, Aufhocker, Haselwurm, Banshee.
- griechische Mythologie: Lamia, Zeus, Hera, Eros.
- germanische Mythologie: Wotan, Donar, Loki, Fenrir, Virgunnea.
- ägyptische Mythologie: Thot, Setech.
- römische Mythologie: Proserpina.
- jüdische Mythologie: Golem.
- Geschichte: Brutus, Cäsar, Rabbi Löw.

### Erzählstruktur
Die verschiedenen Alben sind jeweils nach bestimmten Figuren benannt, und diese machen dann die hauptsächliche Handlung des Albums aus. Dabei wird stets in umfangreichen Rückblenden jedes Woher und Warum der Charaktere beleuchtet, sodass der eigentliche rote Faden der Reihe, die Suche des Kobolds nach seinem Volk, in den Hintergrund zu treten scheint, nur um dann doch wieder ein Puzzleteil zu offenbaren. Ausnahme hierbei bildet das Album 1, in dem die Hauptfiguren Gabelfuß und Luno sowie die Handlung vorgestellt werden. Über die Vergangenheit dieser beiden wird erst in der Kurzgeschichtensammlung Aufschluss gegeben. Während alle vorherigen Alben in sich abgeschlossen sind, enthält Album 4 einen Cliffhanger zum finalen Album 5.

## Rezeption
Michael Klamp bescheinigt dem Comic in seinem Artikel aus Ozelot, der wöchentlichen Kulturbeilage zur Ostseezeitung, vom 8. Januar 2015, dass Der letzte Kobold den selbst gestellten Anspruch „Ein guter Streifen erzeugt Atmosphäre und hat Seele“ erfülle, denn der Comic nähme „dem Leser in seiner Fantasie nicht alles ab, was zwischen zwei Bildern passiert.“
Christian Recklies nennt in seiner „Comic-Besprechung – Kult-Geschichten“ zum Gratis-Comic-Tag 2019 den Beitrag von Der letzte Kobold einen klassischen Funny „mit witzigen Situationen, unterhaltsamen Gesprächen, viel Klamauk und Action.“ Die drei Kurzgeschichten gäben „einen guten Einblick in die Erzählstruktur der Serie“.

## Alben-Veröffentlichung
- 2014 Der letzte Kobold 1 – Gabelfuß und Luno, Epsilon Verlag, Nordhastedt, ISBN 978-3-86693-195-4.
- 2016 Der letzte Kobold 2 – Huhboba und die Nachttratsch, Epsilon Verlag, Nordhastedt, ISBN 978-3-86693-238-8.
- 2018 Der letzte Kobold 3 – Oha und der Hakelmann, Kult Comics, Leipzig, ISBN 978-3-946722-97-7.
- 2020 Der letzte Kobold: Menschen, Götter und Gelichter (Kurzgeschichten), Kult Comics, Leipzig, ISBN 978-3-96430-113-0.
- 2023 Der letzte Kobold 4 – Der Wiemel und die Schlaazenbande, Kult Comics, Leipzig, ISBN 978-3-96430-359-2.

## Auszeichnungen
Beim ICOM Independent Comic Preis 2024 erhielt das 4. Album „Der letzte Kobold – Der Wiemel und die Schlaazenbande“ je eine Nominierung für die Kategorien Bester Kinder- und Jugendcomic und den XPPen-Award.